# Harold G. Cogger
Harold „Hal“ George Cogger (* 4. Mai 1935) ist ein australischer Herpetologe, der während seiner beruflichen Karriere am Australian Museum in Sydney tätig war.

## Leben
1952 begann Cogger als kuratorischer Assistent am Australian Museum. 1959 erlangte er seinen Bachelor und 1961 seinen Master-Abschluss an der Universität Sydney. 1969 wurde er mit der Dissertation A study of the ecology and biology of the mallee dragon Amphibolurus fordi zum Ph.D. an der Macquarie University in New South Wales promoviert. Von 1960 bis 1975 war Cogger Kurator der herpetologischen Abteilung des Australian Museum. Von 1976 bis 1995 war er stellvertretender Direktor des Museums. Von 1997 bis 2001 war er Conjoint Professor an der University of Newcastle in New South Wales. Coggers Forschungsschwerpunkte sind die Froschlurche, Echsen und Schlangen Australiens, Neu Guineas, Japans, Indonesiens und mehreren Inseln des westlichen Pazifiks. 1975 veröffentlichte Cogger sein bekanntestes Werk Reptiles and Amphibians of Australia, den ersten Feldführer über die Froschlurche und Reptilien Australiens, von dem bis 2014 sieben Auflagen erschienen.
1967 wurde Cogger Mitglied der Australian Society of Herpetologists (ASH). 1969, 1970 und 1974 war er Vizepräsident und von 1971 bis 1973 war er Präsident dieser Gesellschaft.

## Ehrungen und Dedikationsnamen
Nach Cogger sind die Froschlurche Oxydactila coggeri und Mixophyes coggeri sowie die Reptilien Ctenotus coggeri, Emoia coggeri, Geomyersia coggeri, Hydrophis coggeri, Lampropholis coggeri, Oedura coggeri und Coggeria naufragus benannt. 1997 erhielt er die Ehrendoktorwürde der Universität Sydney.

## Publikationen (Auswahl)
- 1960: The Frogs of New South Wales
- 1967: Australian Reptiles in Colour
- 1969: The Snakes of Australia (mit James Roy Kinghorn)
- 1975: Reptiles and Amphibians of Australia (Neuauflagen: 1979, 1983, 1986, 1994, 2000, 2014)
- 1980: Reptiles of Australia
- 1983: Zoological Catalogue of Australia. Volume 1. Amphibia and Reptilia (mit Elizabeth Cameron und Heather M. Cogger)
- 1984: Arid Australia: proceedings of a symposium on the origins, biota and ecology of Australia's arid regions (mit Elizabeth Cameron)
- 1985: Systematics of the Reduce-limbed and Limbless Skinks Currently Assigned to the Genus Anomalopus (Lacertilia: Scincidae) (mit Allen E. Greer)
- 1992: Encyclopedia of Reptiles and Amphibians (mit Richard G. Zweifel und David Kirshner) (deutsch: Enzyklopädie der Tierwelt: Reptilien und Amphibien, 1999)
- 1993: The Action Plan for Australian Reptiles (mit Elizabeth Cameron, Ross Sadlier und Peter Eggler)
- 1999: The Little Guides – Reptiles & Amphibians
- 2000: Encyclopedia of Animals